# Telephone
«Telephone» és una cançó interpretada per la cantant Lady Gaga amb el suport de Beyoncé Knowles. És co-escrita per les dues cantants, produïda per Rodney Jerkins, i inclosa al tercer EP de la cantant, The Fame Monster de 2009. Va ser composta amb l'estil de cançó electropop i dance-pop de mig temps amb una melodia de nivell ascendent, en la qual la protagonista sent «por a la sufocació», en referència als orígens del disc.
Durant gener, febrer i març de 2010, «Telephone» va esdevenir el segon senzill internacional de l'àlbum. Va ser ben rebuda per part dels crítics, arribant a ser cridada un dels moments més destacats en el disc. «Telephone» va tenir una gran recepció comercial, entrant en el repertori dels deu més venuts en gairebé tots els països, i arribant al número 1 en països com Bèlgica, Irlanda i Regne Unit. Mundialment, la cançó ha venut més de 7.400.000 milions de descàrregues digitals, fent que sigui una de les cançons més exitoses del 2010. Gaga ha interpretat mundialment «Telephone» durant la seva gira The Monster Ball Tour, a més del fet que va presentar la cançó en programes de televisió com Music Station, al Japó, on la cantant va incloure una petita dramatització similar a la del mateix vídeo musical de la cançó, al programa britànic Friday Night with Jonathan Ross i en la cerimònia de premis Brit Awards de 2010 on va cantar una versió acústica dedicada exclusivament a la recent mort. Mentrestant, el videoclip de la cançó, dirigit pel director suec Jonas Åkerlund va ser rebut positivament, sent considerat "el vídeo de l'any»

## Antecedents
Inicialment, Lady Gaga i Rodney Jerkins escriure «Telephone» per a la cantant estatunidenca Britney Spears,per tal d'incloure-en el seu sisè àlbum d'estudiCircus. Però, el segell discogràfic de Spears va rebutjar la cançó i Gaga decidir convertir la cançó en un duet amb Beyoncé.
Gaga comentar sobre això dient que:«la vaig escriure per a ella fa molt temps i no la va utilitzar per al seu àlbum. Està bé, perquè m'encanta la cançó i ara la faré servir jo». Tot i no acceptar la cançó, Britney Spears va ser triada originalment com la vocalista convidada, però per raons desconegudes, Gaga decidir que Beyoncé fos la col·laboradora.

## Composició

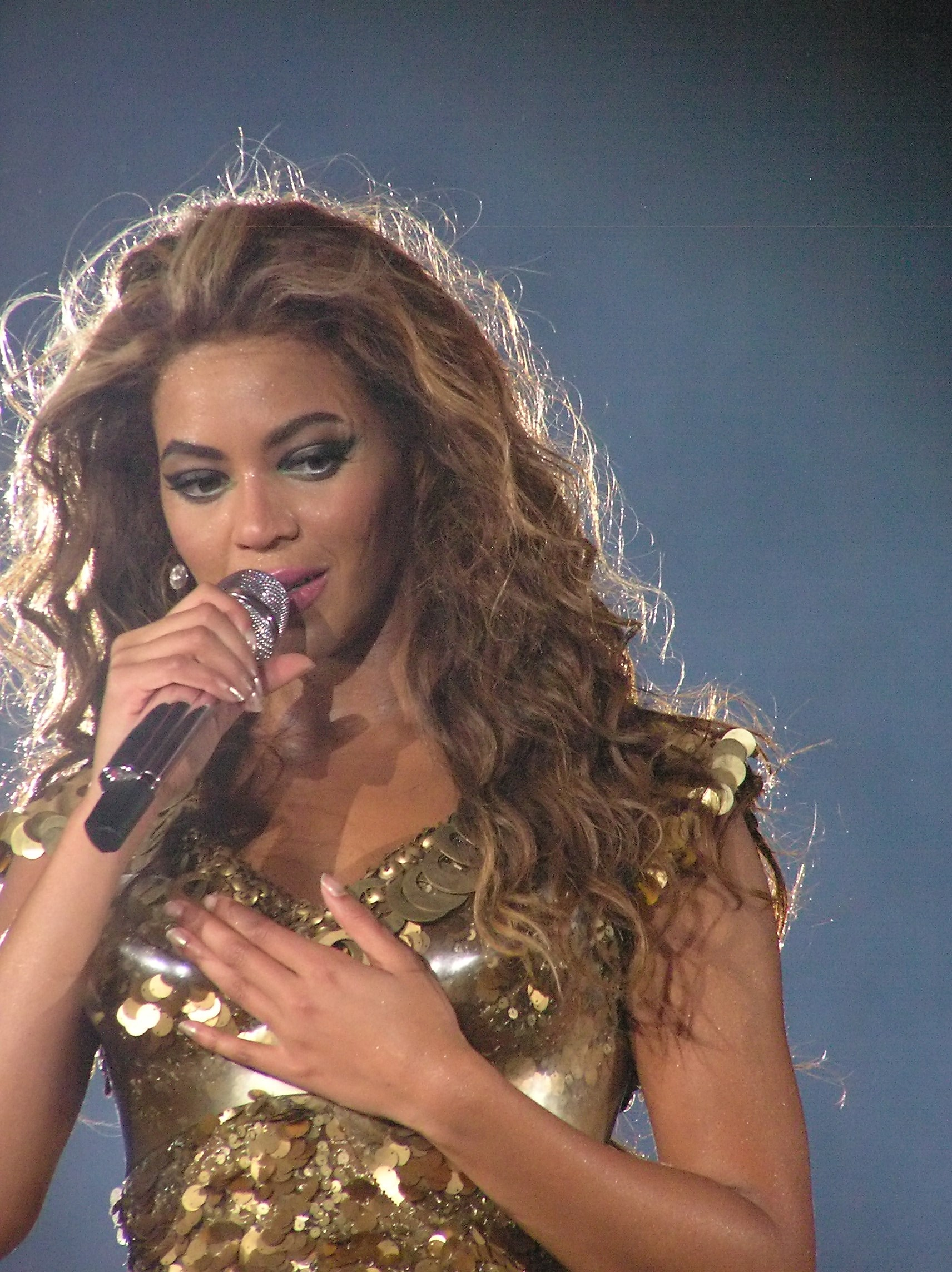
Beyoncé, que va prestar el seu suport per col·laborar en la cançó.

La cançó va ser escrita per Lady Gaga, Rodney Jerkins, LaShawn Daniels, Lazonate Franklin i Knowles i produïda per Jerkins. «Telephone» està composta en compàs comú i en la tonalitat fa menor. L'instrument que sobresurt en la melodia és el teclat electrònic. El rang vocal de les dues cantants s'estén des de la nota F₃ fins C₅. La cançó segueix el seu progressió harmònica d'acords Fm–A♭–B♭–Fm en el cor. Tot i que la cançó està construïda per a un duet, Beyoncé apareix únicament com a suport en el cor i en un breu interludi. La cançó comença amb Gaga cantant mentre sona de fons un arpa i immediatament s'accelera el ritme. La lletra de «Telephone» rata sobre la cantant que es troba en una discoteca i el seu promès l'està trucant però ella no pot atendre, ja que està bevent i ballant la seva cançó favorita, tal com el cor diu: «Stop calling, stop calling, I don't want to talk anymore —en catalá:Per de trucar, per de cridar, no vull parlar més-» La inspiració principal darrere de la cançó va ser la por de Gaga a la sufocació. La cantant va explicar a MTV que:
| « | Por a la sufocació - una cosa al que li tinc por és a no poder gaudir de mi mateixa (…) m'agrada molt la meva feina, però em resulta realment difícil sortir i passar una bona estona (…) no anar a discoteques (…) no pots veure fotos meves caient fora de la disco per la meva embriaguesa - i això és perquè normalment vaig i després, tu saps, un whisky i he de tornar a la feina. | » |

## Video musical

### Enregistrament
El vídeo musical de «Telephone» va ser filmat el 28 de gener de 2010 pel director suec Jonas Åkerlund. Les primeres escenes produïdes van ser en les quals Beyoncé i Lady Gaga dialogaven i interpretaven el tema dins de la camioneta Pussy Wagon, la qual va ser usada en la pel·lícula Kill Bill de Quentin Tarantino. D'acord amb la revista New York, el concepte del vídeo tracta sobre com Gaga surt de la presó gràcies a Beyoncé. MTV va afegir que al vídeo hi hauria una escena en un restaurant en la qual participaria el cantant Tyrese Gibson. El 29 de gener de 2010,New York va confirmar que els dissenyadors Franc Fernández i Oscar Olimar eren els encarregats de dissenyar el vestuari per les cantants. Durant una entrevista a la revista E!News, va dir que:
| « | Hi va haver una qualitat sorprenent a 'Paparazzi' […] Vaig voler fer alguna cosa similar amb aquest vídeo. Sense dubtes, hi ha una inspiració de Tarantino al vídeo. La seva participació més directa va ser cedir-me la Pussy Wagon. Estàvem dinant un dia a Los Angeles i li vaig explicar el concepte del vídeo, li va encantar i em va dir ‘has d'utilitzar la Pussy Wagon'». | » |

El 5 de febrer de 2010, Gaga va tenir una entrevista amb el periodista Ryan Seacrest de l'emissora de ràdio KIIS-FM. La cantant va comentar que se sentia malament pel vídeo de «Bad Romance», ja que segons ella, el de «Telephone» és molt millor, i va afegir que «El que m'agrada és que serà un esdeveniment pop… quan era més jove, sempre m'emocionava amb aquest tipus d'esdeveniments». La banda novaiorquesa Semi Precious Weapons va revelar que farien un cameo per al vídeo.

### Llançament
El 15 de febrer van ser publicades tres fotografies del vídeo en la pàgina oficial de la cantant. En les imatges, Gaga apareix amb un extravagant casc blau fet amb una part d'un telèfon, en una altra que se la veu ballant al restaurant amb un suport que té la bandera dels Estats Units i en una altra fotografia que apareix com mesera. El video va ser originalment programat per estrenar el febrer de 2010 però després es va retardar fins al març del mateix any. El 28 febrer 2010 Gaga anunciar, via Twitter, que el vídeo es llançaria aviat i que encara estava en procés d'edició. Concretament, va dir que:«Telephone ja ve, ho prometo. Encara està en edició. Vull que sigui perfecte. The Haus of Gaga l'ha denominat com una obra mestra ». L'estrena oficial del vídeo musical va ser l'11 de març de 2010 al canal E! i en Vevo.com.

### Trama
El vídeo de «Telephone» dura més de nou minuts i comença on «Paparazzi» finalitzar, amb Gaga sent detinguda per enverinar el seu nòvio. La cantant és escortada per dos guàrdies a l'interior d'una presó anomenada:«Prison for bitches —en català: Presó per gosses—». En arribar a la seva cel, les guàrdies despullen a Gaga de la seva roba, la tiren al llit i li tanquen la porta. La cantant s'aixeca i s'enfila en els barrots de la cel, mostrant-se així, pràcticament nua. Al moment, les dues guàrdies es van i una d'elles diu:«I told you she didn't have a dick —en català:Et vaig dir que ella no tenia penis-» en referències als rumors sobre la falsa intersexualitat de la cantant. Durant tres minuts, el vídeo mostra les activitats de Gaga a la presó, les quals inclouen la seva petó amb una altra reclusa, on té llocs uns lents de sol fets a partir de cigarrets encesos, i una baralla entre dues presoneres, on la cantant porta en el seu cabell llaunes de refresc de cola simulant ser ruleras. Cal esmentar que la germana de Gaga, Natali Germanotta fa un cameo en aquestes escenes. Després d'això, la cantant és notificada per l'altaveu que té una trucada per telèfon de Beyoncé, i en despenjar el telèfon comença a sonar la cançó. Gaga realitza només la primera estrofa de la cançó a la presó, i apareix vestida amb poca roba i sabates de tac. També es mostren escenes curtes de la cantant embolicada amb les cintes grogues de precaució. Després, Gaga surt de la presó i es dirigeix cap a la Pussy Wagon,on Beyoncé, que és anomenada com Honey Bee en referència al personatge Honey Bunny de la pel·lícula Pulp Fiction de Tarantino, està esperant-la. Després d'un diàleg, Beyoncé canta el seu interludi i després es detenen en un restaurant anomenat Dinner: Home Style Cooking. Beyoncé s'asseu al davant de Gibson i intenta enverinar, però no aconsegueix matar-lo com ella esperava. El vídeo passa llavors a una escena intermediària titulada:«Let's Make a Sandwich —en català:Fem un sandvitx-». En aquesta escena, Gaga es troba en una cuina juntament amb els seus ballarins, i després de preparar i menjar-se un sandvitx, comencen a ballar. Més tard, es mostra una escena de tipus paròdia on Gaga ensenya una recepta de com preparar verí a través d'un programa fictici de televisió anomenat Poison TV. Agrega el verí a tots els aliments i de seguida apareix com mesera. Després de lliurar els plats enverinats, es veu com un a un van morint a causa de la intoxicació. Després, les dues cantants, vestides amb vestits inspirats en la bandera estatunidenca, i un grup de ballarins comencen a ballar al restaurant al voltant dels morts. A continuació, les dues s'escapen del lloc mentre es mostren breus talls de vídeo on Gaga està ballant davant de la Pussy Wagon vestida amb un cenyit vestit de pell de lleopard. Posteriorment, apareix la transmissió d'un reportatge a la televisió que mostra el que va passar al restaurant al qual anomenen «Homicide: The Telephone Effect —en català:Homicidi: L'efecte telèfon-». El final mostra a ambdues cantants escapant a la camioneta a través del desert amb les sirenes de la policia sonant de fons. El vídeo acaba amb la frase «To be continued... (en català, "Aquesta història continuarà...")».

### Rebuda
Matt Donnelly de Los Angeles Times va dir que «el vídeo és un espectacle visual, fet de manera fantàstica, amb baralles entre noies i enverinaments». Amy Odell de New York va fer una llista amb les deu millors parts del vídeo i va comentar que «el vídeo és de Gaga, però Beyoncé es llueix bé, mostra l'enuig, el costat boig que acabem de conèixer que s'amagava sota la seva façana massa perfecta ». Monica Herrera de Billboard li va donar una revisió positiva al vídeo dient que «el clip està ple d'intriga, baralles de presó, enverinament en massa i un munt de conjunts». Tanner Stransky de Entertainment Weekly es va preguntar si realment el vídeo és millor que el seu antecessor, «Bad Romance». Concretament va dir "És tan bo com el seu èpic 'Bad Romance'? Lamentablement, jo no ho crec ». James Montogomery de MTV comentar que el vídeo:
| «                   | «És elèctric, és excel·lent i ple de vida. És el millor clip que veuràs l'any. Amb «Telephone», Gaga ha entrat en el més rar del pop, allà, amb Madonna i Michael Jackson». | » |
| — James Montogomery | |   |

## Recepció

### Crítica

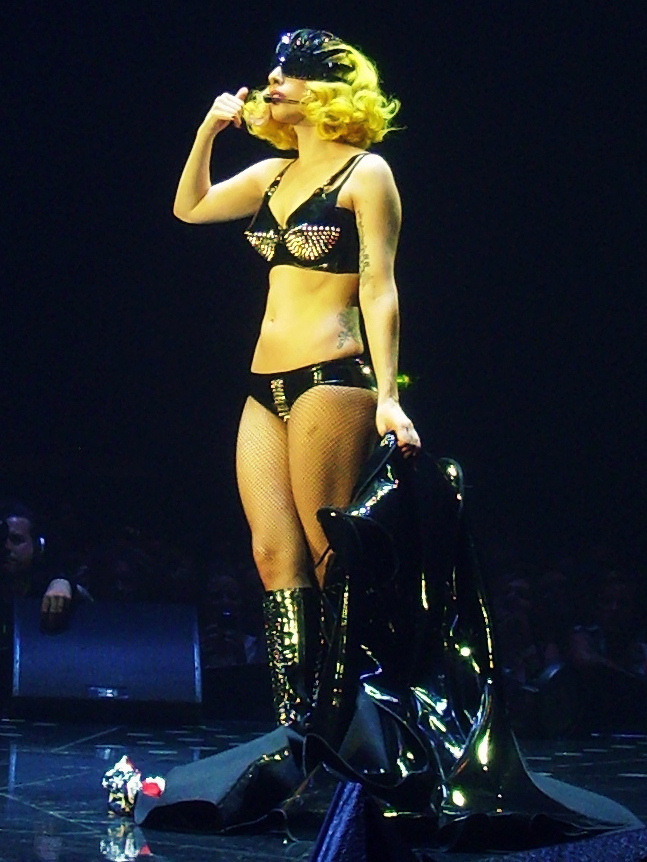
Lady Gaga interpretant "Telephone" en el The Monster Ball Tour

La cançó va rebre en general comentaris positius per part dels crítics de música contemporània. Michael Hubbard del lloc web "MusicOMH" comentà que la cançó és «la millor part a The Fame Monster». El lloc web Britànic Popjustice va donar una revisió positiva de la cançó dent que «és com si la cançó de Gwen 'What Are You Waiting For?' conegués a 'The Way I Are' de Timbaland, i alhora es trobessin AMB Altres Cinquanta coses més ... L'estructura és bastant excitant ... aquí hi ha alguna cosa tumultuosament Brillant sobre la col·laboració de Beyoncé que fa que Tot llueixi Bé, com si aquest hagués estat el pla principal ».
Evan Sawdey de la revista "PopMatters" comentà que «la molt comentada" Telephone "-amb la col·laboració de Beyoncé-que, amb la seva compàs a doble temps i les seves estrofes trepidants és sens dubte una de les cançons amb més descàrrega d'adrenalina que Gaga ha forjat fins ara, sembla que canviarà de carril en qualsevol moment gràcies a la vertiginosa excitació compartida entre les dues dives, com a resultat d'això, la cançó passa fàcilment a ser l'incontrovertit plat fort de The Fame Monster». La cançó es va situar en el lloc número 3 dels 25 senzills del 2010, llista elaborada pel crític de la revista Rolling Stone, Rob Sheffield. Mikael Woods de Los Angeles Times sent que «Telephone» és una «meditació sobre el molest que és quan un amic et diu mentre tu estàs a la disco». Nicki Escuerdo de Phoenix New Times va allistar «Telephone» com una cançó fora de l'àlbum. Sarah Hajibagheri de The Times no es va impressionar amb la cançó i va comentar que «l'aparició de Beyoncé costat dels tons de trucada afegeix la sensació de caos absolut». Bill Lamb de About.com allistar la cançó entre les millors del disc i va comparar la cançó amb el seu primer senzill, "Just Dance». Lamb va escriure que:
| «           | «'Telephone' és un tema estrany per moltes raons. Líricament, és el successor de 'Just Dance'. Les lletres impliquen Gaga parlant que no vol utilitzar el seu telèfon al club. Tenint cançons així, se sent com si 'Just Dance' va ser fa molt i hi havia una Gaga diferent, és una mica estrany. Especialment quan es tracta d'un senzill planejat ... És divertit i sol ús, però hi ha millors cançons que oferir com senzills en The Fame Monster». | » |
| — Bill Lamb | |   |

### Comercial
«Telephone» va tenir una gran recepció comercial, aconseguint entrar en el repertori dels deu més venuts en gairebé tots els països. Mundialment, la cançó va aconseguir vendre més de 7.400.000 milions de còpies que, d'acord amb la IFPI, van convertir a «Telephone» en una de les cançons més exitoses del 2010. Als Estats Units, la cançó va debutar gràcies a les descàrregues digitals en el lloc trenta en la setmana del 12 desembre 2009. Després de diverses setmanes, i després de ser confirmat senzill, la cançó va aconseguir el tercer lloc de la llista Billboard Hot 100,convertint-se en el sisè senzill consecutiu de Lady Gaga dins dels deu més venuts. El 27 de febrer de 2010, la cançó va aconseguir el número u en la llista Hot Dance Club Songs, on va romandre fins al 6 de març del mateix any. Billboard anunciar el 15 de març de 2010 que «Telephone» aconseguir el número u en la llista Pop Songs,convertint-se en el sisè número u consecutiu de Gaga a la llista, fent que ella sigui l'única artista en la història que aconsegueix posicionar els seus primers sis senzills siguin número u. Paral·lelament, es va convertir també en el sisè número u de Beyoncé, de manera que ambdues cantants van empatar a Mariah Carey qui també té sis números un. El juliol de 2010, Nielsen SoundScan va informar que la cançó va vendre als Estats Units més de 2.283.000 còpies legals, sense tenir en compte les vendes del 2009. En Canadà, la cançó va debutar en el lloc catorze, després d'unes setmanes va aconseguir el lloc n º 3. L'empresa de certificacions discogràfiques d'aquest país, CRIA, li va atorgar el reconeixement de tres vegades disc de platí per haver venut més de 120.000 còpies digitals. «Telephone» va tenir una gran recepció en el continent europeu, entrant al top ten de tots els països. Més específicament, en Regne Unit la cançó va debutar en el lloc trenta. En la seva quinzena setmana assoliment superar la seva posició i es va posicionar en el lloc número 12. Una setmana després, va saltar onze llocs aconseguint el primer lloc i convertint-se en el quart número u de la cantant al país. Al mismo tiempo, se convirtió en el séptimo número uno de Beyoncé. La cançó va aconseguir arribar al número u en Bèlgica, Dinamarca, Irlanda i Noruega. A més, va aconseguir ser certificat com a disc de platí a Itàlia amb més de 20.000 còpies venudes, i disc d'or a Bèlgica i Dinamarca, amb 15.000 còpies venudes a cada país.
En Oceania, la cançó va tenir una gran recepció. Concretament, en Austràlia «Telephone» va debutar en el lloc n º 29 i després d'unes setmanes va aconseguir la tercera posició. L'empresa de certificacions discogràfiques del país, Australian Recording Industry Association, li va atorgar el reconeixement de dos discos de platí per haver venut més de 140.000 còpies. En Nova Zelanda, «Telephone» va debutar en el lloc n º 31 i després d'unes setmanes va arribar a la tercera posició, on es va mantenir una sola setmana. La RIANZ, empresa de certificacions discogràfiques del país, li va atorgar el reconeixement de disc de platí per haver venut més de 15.000 còpies legals.

## Interpretacions en directe

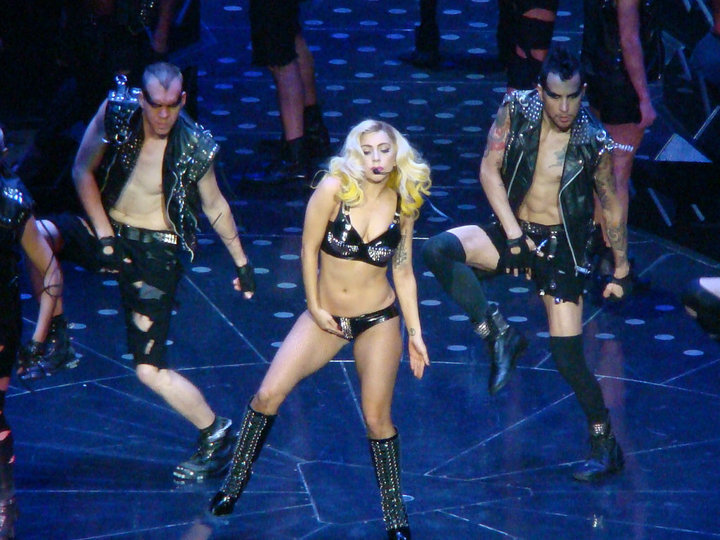
Gaga interpretant "Telephone" en el The Monster Ball Tour

El 16 febrer 2010 Gaga va cantar «Telephone» en els premis Brit 2010. L'actuació va estar inspirada en la recent mort del seu amic i dissenyador de moda, Alexander McQueen. Inicialment s'havia planejat una versió diferent de l'actuació, però la cantant va canviar d'idea a l'últim moment, ja que volia retre homenatge a McQueen. Llavors va decidir que cantaria una versió acústica de "Telephone» i un remix de "Dance in the Dark». En començar l'actuació, Gaga anunciar al públic: «això és per Alexander McQueen». L'actuació va ser discreta en comparació amb les anteriors presentacions de Gaga. Després de cantar «Telephone», Gaga es va aixecar del piano i va caminar, al ritme de la música, cap a un keytar més gran del normal que hi havia a l'escenari, on va cantar una versió techno de «Dance in the Dark». Finalitzada l'actuació, la cantant va dir mitjançant el seu compte en Twitter:
| « | «La presentació d'aquesta nit està inspirada en el nostre amic Alexander. Màscara feta per Phillip Treacy, i l'escultura per Nick Knight, música per Lady Gaga. Et estranyem.» | » |

El 16 d'abril de 2010, la cantant va interpretar «Telephone»en el programa de televisió japonès anomenat Music Station. L'actuació va incloure una petita dramatització similar a la del mateix video musical de la cançó, la cantant estava vestida amb un vestit dissenyat per Somarta i Yuima Nakazato. Gaga va cantar «Telephone» el 3 de març de 2010, juntament amb «Brown Eyes», al programa britànicFriday Night with Jonathan Rossper un episodi que va sortir a l'aire el 5 de març. La cantant va afegir «Telephone» a la llista de cançons que interpreta en la versió renovada de la seva gira The Monster Ball Tour, i la canta en el segon acte anomenat «metro».

## Versions d'altres artistes
El 2 de maig de 2010, es va filtrar un suposat demo fet per Britney Spears. Després de diferents opinions sobre si realment el demo era de Spears, Darkchild, productor de «Telephone», va declarar que realment era el demo gravat per Britney. També el productor va dir, via Ustream, que «va ser de les primeres versions del demo, i ni tan sols estava barrejada». A més, va afirmar que no va ser ell qui va filtrar la cançó i que no donaria a conèixer la versió sencera. L'estil musical del demo ha estat comparat amb el de «Piece of Me», i la cançó en si va generar comparacions amb el seu cinquè àlbum d'estudi,Blackout. Rob Sheffield de la revista Rolling Stone va elogiar la versió de Britney. Altres versions de «Telephone» gravades i posades com a descàrrega digital a iTunes són les de HelenaMaria, Aston, Bangin Productions, y la de Pomplamoose. El guanyador del programa britànic The X Factor Joe McElderry va cantar una versió de «Telephone» a la secció Live Lounge de la ràdio Ràdio 1's Big Weekend. Llegiu Michele i Charice Pempengco van fer una versió especial de «Telephone» per a la sèrie Glee que va aparèixer el 21 de setembre de 2010 al capítol anomenat «Audition».

## Crèdits
- Lady Gaga: composició i veu
- Beyoncé: co-escriptora i vocals
- Rodney Jerkins: co-escriptor i productor
- LaShawn Daniels: co-escriptora
- Mike Donaldson: gravació de vocals de Gaga
- Hisashi Mizoguchi: gravació de vocals de Beyoncé
- Mark Stent: mescla

Fonts: Allmusic i Discogs.